# Елчозеро
Елчозеро — озеро в Прионежском районе Республики Карелия.
Площадь поверхности — 0,7 км², площадь водосборного бассейна — 3,44 км².
Из юго-западной оконечности озера вытекает ручей Елчин, приток Шапши.
Рядом с озером проходит грунтовая дорога от Деревянки на Шапшозеро.